# Luda Tymoschenko
Luda Tymoschenko (ukrainisch Людмила Вікторівна Тимошенко; * 1978 in Kasachstan) ist eine ukrainische Dramatikerin, Drehbuchautorin, Künstlerin und Universitätsdozentin. Seit dem Frühjahr 2022 lebt sie in Deutschland und ist in Stuttgart künstlerisch tätig.

## Leben
Luda Tymoschenko wurde 1978 in Kasachstan geboren. Im Jahr 2000 schloss sie ihr Studium der Philosophie an der Franko National University in Lwiw ab. 2004 verteidigte sie ihre Doktorarbeit zum Thema „Die sozio-epistemologische Natur der modernen Mythenbildung“ und 2014 ihre Dissertation „Die Herausbildung der politischen Elite in der Ukraine“. Sie arbeitete als Dozentin für Soziologie und Politikwissenschaft an der National University of Life and Environmental Sciences of Ukraine. Im Jahr 2013 begann sie mit dem Schreiben von Drehbüchern und Theaterstücken sowie dem Zeichnen. Seit dem Frühjahr 2022 ist sie Artist in Residence am Schauspiel Stuttgart.

## Künstlerisches Schaffen in der Ukraine

### Theater
Im Jahr 2013 besuchte Luda Tymoschenko ein Festival für moderne Dramatik in Kiew, das einen Wendepunkt in ihrer Karriere darstellte. Noch im selben Jahr schrieb sie ihr erstes Theaterstück mit dem Titel Golden Leggings, das die Geschichte zweier Teenager-Mädchen erzählt, die ein Pionierlager besuchen. Bereits im darauffolgenden Jahr wurde das Stück in die Auswahl desselben Festivals aufgenommen und diente später als Grundlage für einen Kurzfilm.
Die seit 2013 von Luda Tymoschenko verfassten Stücke wurden in mehrere Sprachen übersetzt und auf verschiedenen ukrainischen und internationalen Festivals aufgeführt. Ihr erfolgreichstes Stück, Fünf Lieder aus Polesien (2021), wurde mit dem Grand Prix des Wettbewerbs July Honey (Ukraine) ausgezeichnet, gewann den Wettbewerb Drama on the Move des Ukrainian Institute, kam in die engere Auswahl des Theaterwettbewerbs Drama UA und gehörte zu den Finalisten des Theaterwettbewerbs Aurora (Polen, 2022).
2013 begann Luda Tymoschenko ihre Texte mit eigenen Zeichnungen zu illustrieren.

### Film
Luda Tymoschenko arbeitete als Drehbuchautorin mit dem Regisseur Arkadij Nepitaljuk an dem Kurzfilm “Golden Leggings”, der für „Best Live Action“ auf dem Berlin Interfilm Festival (2023) ausgezeichnet wurde. Der zweite gemeinsame Film von Tymoschenko und Nepitaljuk „Lessons of Tolerance“ lief auf dem Filmfestival „Off Camera“ (2024) in Krakau, Polen.

## Gründung des Theater of Playwrights

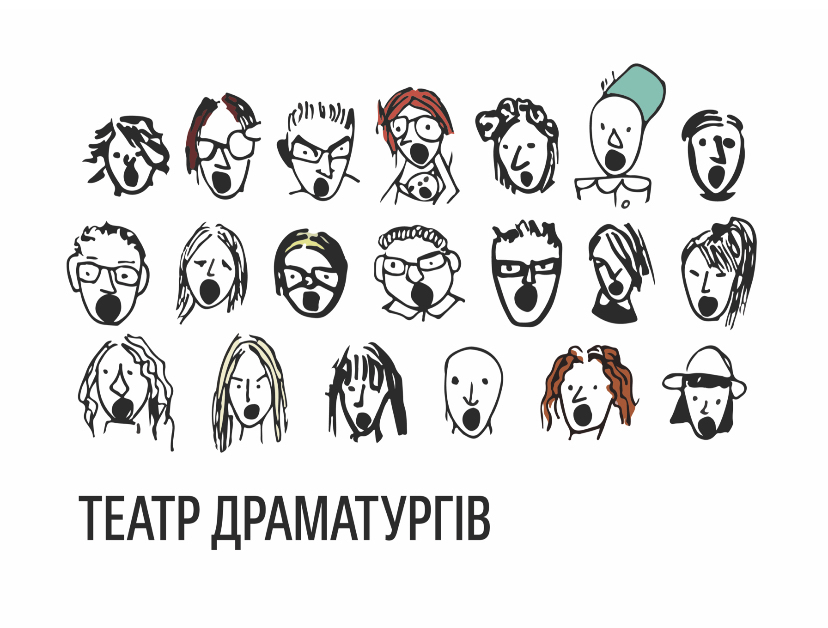
Logo des Theater of Playwrights, gezeichnet von Luda Tymoshenko

2020 hat Luda Tymoschenko, zusammen mit 19 anderen Autoren ein freies Theater in Kiew, Ukraine, gegründet – das Theater of Playwrights (ukrainisch: Teatr Dramaturhiv). Seit dem Beginn des Angriffskrieges Russlands auf die Ukraine im Februar 2022 wurden die Texte der Autoren des Theater of Playwrights, darunter auch Luda Tymoschenkos, im Rahmen der internationalen Theaternetzwerke mehrmals gelesen.

## Theaterstücke, Performances, Installationen in Deutschland
Seit Frühjahr 2022 kooperiert Luda Tymoschenko als Artist in Residence mit dem Schauspiel Stuttgart. In den Jahren 2022–2024 beteiligte sie sich an mehreren Produktionen in Deutschland, u. a.:
- Zal’ot / Fliegen feierte seine Exilpremiere im Stuttgarter Kammertheater im Juni 2022, nachdem die Premiere in Kiew wegen des russischen Angriffs nicht stattfinden konnte. Das Stück erzählt die Coming-of-Age-Geschichte der jungen Lida in der Ukraine der 1990er Jahre, die von einer Karriere als Flugbegleiterin träumt, aber mit den harten Realitäten des post-sowjetischen Lebens konfrontiert wird. Basierend auf Erfahrungen aus dem Bekanntenkreis behandelt das Stück auch sexuelle Erpressung durch einen Professor. Die Aufführungen, die vor einem überwiegend ukrainischen Publikum stattfanden, wurden begeistert aufgenommen. Das minimalistische Bühnenbild und die starke schauspielerische Leistung schufen eine eindringliche Atmosphäre. Nach den Vorstellungen kehrte das Ensemble in die Ukraine zurück und spielte das Stück in Kiew weiter.[13][14][15][16]
- Kein Kirschgarten ist eine audiovisuelle Installation, die den Krieg in der Ukraine durch Geschichten, die sich mit Bäumen befassen, beschreibt. Die Bäume Rotbuche, Pappel und Birne bezeichnen ein russisches strategisches Raketensystem, einen Marschflugkörper und ein Atom-U-Boot. Fünfzehn Kurztexte ukrainischer Autorinnen des Theater of Playwrights gelesen von Schauspielern des Schauspiel Stuttgart erzählen von Menschen, die wie Bäume entwurzelt wurden und ihre Heimat verloren haben.[17]
- Katzen auf der Flucht ist ein Theaterstück, das von Luda Tymoschenko und Maryna Smilianets konzipiert wurde. Es basiert auf vier Geschichten über ukrainische Katzen, die infolge des Krieges – im Stück als „Unglück“ bezeichnet – gezwungen waren, viele Kilometer von ihrem Zuhause entfernt zu überleben. Das Stück thematisiert den Umgang mit außergewöhnlichen Umständen und die Fähigkeit, inmitten dieser Herausforderungen nicht zu verzweifeln. Das Stück feierte seine Premiere im Juli 2022 im Rahmen des Sommerfests „Hidden Traces“ der Akademie Schloss Solitude und wurde in das Programm des Wiesbadener Theaterfestivals „Kulturtage Ukraine“ (2024) aufgenommen.[18][19]
- Ship.Bridge.Body. ist eine Musikperformance, die auf Texten von Luda Tymoschenko, Oksana Sawtschenko und Julija Hontschar basiert, und unter der Regie von Roza Sarkisian im Rahmen des Theaterfestivals „Hellerau - Nebenan“ (2023) gezeigt wurde. Das Stück behandelt den russischen Angriffskrieg auf die Ukraine und verbindet dramatische Texte, persönliche Geschichten, Musik aus den 1990er Jahren sowie visuelle Elemente, wie die Darstellung der Sprengung der Krim-Brücke. Die Performance wurde von 16 Künstlern aus der Ukraine, Deutschland, Italien und Georgien in Residenzen in den ukrainischen Karpaten, Leipzig und Dresden entwickelt und entstand auf Initiative des Theatre of Playwrights. Das Projekt ist eine Kooperation zwischen dem Theatre of Playwrights, der Schaubühne Lindenfels und Hellerau.[20][21]
- City X ist eine Audioführung von Gernot Grünewald mit Texten von Maryna Smilianets und Luda Tymoschenko, die den russischen Angriff auf die Ukraine thematisiert. Luftschutzkeller werden in einem Parkhaus symbolisch sichtbar, begleitet von Sirenengeheul, das eine ständige Bedrohung vermittelt. Berichte von Betroffenen zeichnen ein Bild vom Alltag im Krieg und dem Kampf um Unabhängigkeit. Der Stuttgarter Stadtraum wird zur Projektionsfläche für Kriegswirklichkeiten, wodurch die Zerbrechlichkeit des Friedens spürbar wird. Die Führung verbindet die vertraute Umgebung mit den Erlebnissen aus ukrainischen Städten und soll eine tiefere Auseinandersetzung mit den Schicksalen der Betroffenen ermöglichen.[22][23][24]
- Fünf Lieder aus Polesien erzählt in fünf Episoden Geschichten von 1940 bis 2020. Diese umfassen den Zweiten Weltkrieg, die Sowjetzeit, die Tschernobyl-Katastrophe und die Unabhängigkeit der Ukraine bis zum Vorabend des russischen Angriffskrieges. Das Stück basiert auf dokumentarischen Berichten Familie von Luda Tymoshenko und wurde 2023 in Lwiw uraufgeführt, bevor es an mehreren Theatern in der Ukraine und erstmals 2024 am Schauspiel Stuttgart gezeigt wurde.[25]
- Migrant Birds ist eine Geschichtensammlung von Luda Tymoshenko, die auf Gesprächen mit geflüchteten Kindern, die nach Stuttgart aus der Ukraine kamen, basiert. Kinder erzählten von ihren traumatischen Erlebnissen, den Herausforderungen, sich in einem fremden Land einzuleben, und ihrem unerschütterlichen Willen, eine bessere Zukunft zu finden. Die Geschichten spiegeln sowohl die Anpassungsfähigkeit der Betroffenen als auch ihre Hoffnung auf eine Rückkehr wider. Die Audioinstallation fand 2004 im Schauspielhaus Stuttgart unter der Leitung von Philipp Schulze statt.[26]

## Publikationen
Texte von Luda Tymoschenko erschienen in Sammlungen „Zeitreisen durch die Gegenwart - Theatertexte aus der Ukraine“ (2024) auf Deutsch, „A Dictionary of Emotions in a Time of War“ (2023), auf Englisch, „Pokydki ta inshi piesy“ (2023) auf Ukrainisch, sowie in diversen internationalen Theaterzeitschriften.

## Auszeichnungen
- 2023: Finnischer Theaterpreis von TINFO für die Sammlung ukrainischer Stücke “Talo horjahti”, die Luda Tymoschenkos Text “Meine Tara” beinhaltete[32]